# Parallage diaphanata
Parallage diaphanata là một loài bướm đêm trong họ Geometridae.